# چرکس‌ها در ترکیه
چرکس‌ها در ترکیه (ترکی استانبولی: Türkiye'deki Çerkesler) یکی از بزرگ‌ترین اقلیت‌های قومی در ترکیه هستند که بین ۱۳۰،۰۰۰ هزار نفر تا ۲،۰۰۰،۰۰۰ تا ۵،۰۰۰،۰۰۰ تا ۷،۰۰۰،۰۰۰ میلیون نفر تخمین زده می‌شوند.    آبازین ها و آبخازی ها نزدیک‌ترین گروه‌های قومی به چرکس‌ها هستند که به‌طور معمول بخشی از چرکس‌ها در نظر گرفته می‌شوند.
پس از شکست عثمانی‌ها در قفقاز از روسیه و امضاء عهدنامه آدریانوپل در ۱۲۴۵/۱۸۲۹ چرکس‌ها تا سال ۱۲۸۱/۱۸۶۴ مقاومت زیادی در برابر روس‌ها کردند و بنا بر گزارش‌های عثمانی ۵۹۵٬۰۰۰ چرکس در میان سال‌های ۱۲۷۲/۱۸۵۶ و ۱۲۸۱/۱۸۶۴ منطقه بومی خود در قفقاز را ترک کرده و به آناتولی و روملی مهاجرت کردند. در زمان عثمانیان، به‌ویژه در سدهٔ ۱۷ میلادی، بردگان چرکس به مناصب بالایی در دستگاه حکومتی عثمانی رسیدند.
پس از آن دوره، نوادگان این موج عظیم مهاجران چرکس (و لاز و غیره) به تدریج ترک‌زبان شده به طوری‌که شمار بزرگی از مردم ترک‌زبان ترکیه امروزی از تبار آسیانی (چرکس و لاز و گرجی…) هستند. بر پایه سرشماری سال ۱۹۴۵ در ترکیه، تنها ۶۶٬۶۹۱ چرکس هنوز به زبان چرکسی صحبت می‌کردند.

## جمعیت شناسی

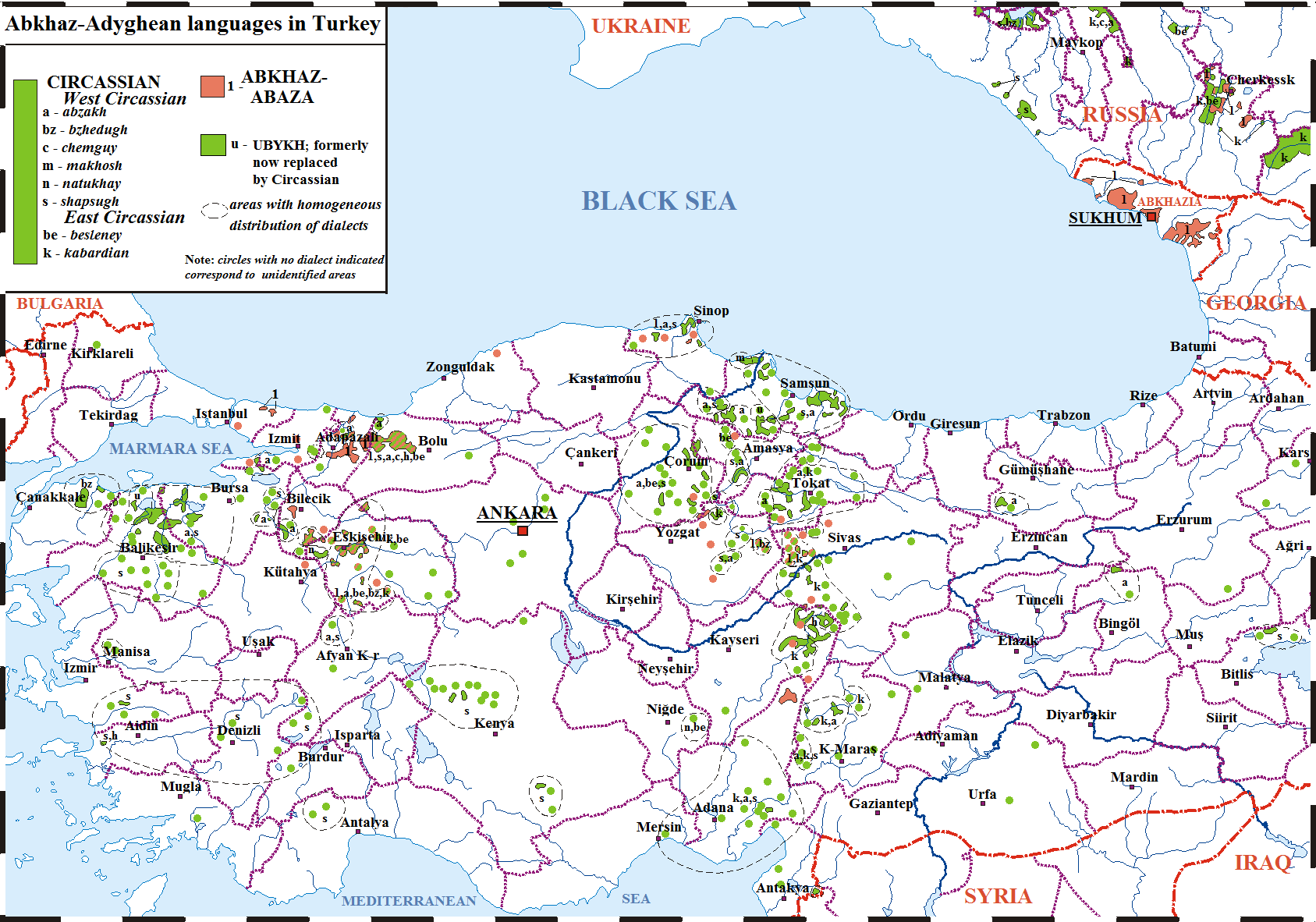
پراکندگی چرکس ها در ترکیه

در سرشماری سال ۱۹۶۵ میلادی، زبان چرکسی زبان اول ۵۸،۳۳۹ نفر و زبان دوم ۴۸،۶۲۱ نفر از شهروندان ترکیه ای بود که در استان‌های قیصریه، توقات و قهرمان مرعش بیش‌ترین پراکندگی را داشتند.

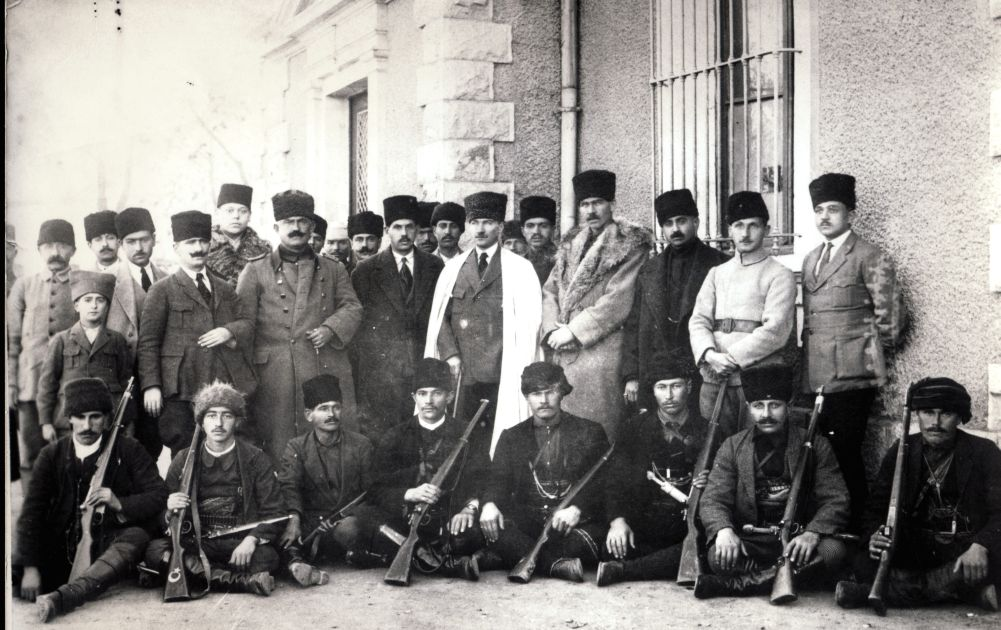
اتهم چرکس، دستان چرکس او و مصطفی کمال آتاتورک در مقابل ساختمان اصلی ایستگاه، که در راه شورش یوزگات (ژوئن 1920) بودند.